# Can Simon (Olot)
Can Simon és una obra noucentista d'Olot (Garrotxa) inclosa a l'Inventari del Patrimoni Arquitectònic de Catalunya.

## Descripció
És un xalet de planta rectangular amb teulat a quatre aigües que disposa de planta principal i pis superior. La façana principal -estucada amb beix i elements decoratius fets amb terracota vermella, igual que la porta d'accés al jardí- té un cos avançat format una porxada amb arcs de mig punt. Sota la cornisa, sostinguda per mènsules, hi ha un triple fris amb dents de serra, garlandes amb fulles i fruits i plaques llises. Es conserva perfectament.

## Història
L'any 1916, Manuel Malagrida, un olotí que havia fet fortuna a Amèrica, va encarregar a l'arquitecte Joan Roca i Pinet el projecte de l'eixample d'Olot que havia d'estendre's entre el passeig de Barcelona, el riu Fluvià i la Torre Castanys. Seguint les indicacions de Malagrida, Roca va plantejar un model de ciutat-jardí per a l'eixample -amb zones verdes i xalets unifamiliars-, i dibuixà una disposició radio-cèntrica de carrers amb dos focus: la plaça d'Espanya i la plaça d'Amèrica, units pel Pont de Colom. Així es planejà, també, el carrer Vilanova amb cases unifamiliars de poca alçada i jardí. No seran cases amb les pretensions d'aquelles situades en ple eixample, però tindran elements arquitectònics i decoratius molt notables.